# Пьеротти, Раффаэле
Раффаэле Пьеротти (итал. Raffaele Pierotti; 1 января 1836, Сорбано-дель-Весково, герцогство Лукка — 7 сентября 1905, Рим, королевство Италия) — итальянский куриальный кардинал, доминиканец. Магистр Священного дворца с 25 июня 1887 по 30 ноября 1896. Кардинал-дьякон с 30 ноября 1896, с титулярной диаконией Санти-Косма-э-Дамиано с 3 декабря 1896.